# Grand Prix automobile de Tripoli 1939
Le Grand Prix automobile de Tripoli 1939 est un Grand Prix de voiturettes (moins de 1,5 L de cylindrée) qui s'est tenu sur le circuit de la Mellaha le 7 mai 1939.

## Grille de départ

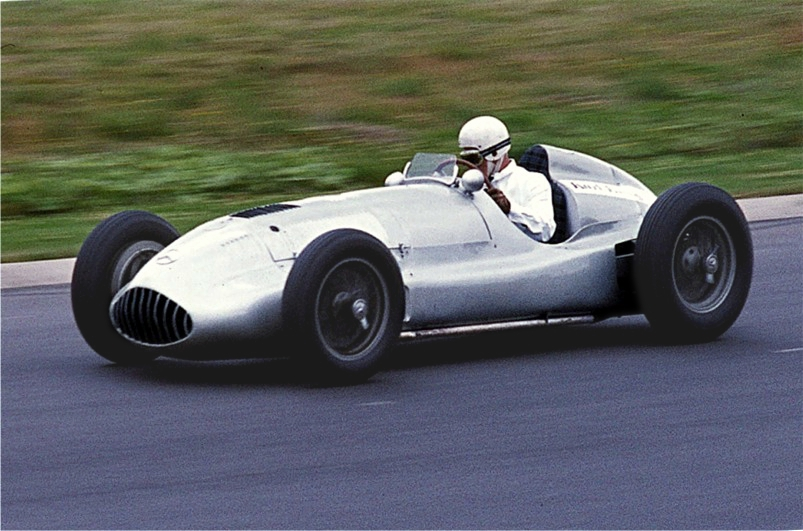
Une Mercedes-Benz W165 (ici sur le Nürburgring en 1984).

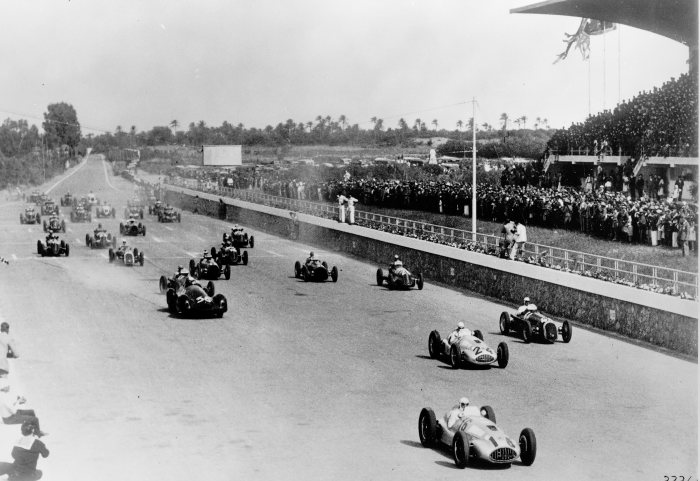
Le départ de la course.

| 1re ligne | Pos. 4                          |                                      | Pos. 3                                 |                                    | Pos. 2                           |                                       | Pos. 1                              |
|           | Farina Alfa Romeo 3 min 45 s 30 |                                      | Caracciola Mercedes-Benz 3 min 43 s 13 |                                    | Lang Mercedes-Benz 3 min 42 s 35 |                                       | L. Villoresi Maserati 3 min 41 s 80 |
| 2e ligne  |                                 | Pos. 7                               |                                        | Pos. 6                             |                                  | Pos. 5                                |                                     |
|           |                                 | Aldrighetti Alfa Romeo 3 min 47 s 86 |                                        | Biondetti Alfa Romeo 3 min 46 s 40 |                                  | E. Villoresi Alfa Romeo 3 min 46 s 35 |                                     |
| 3e ligne  | Pos. 11                         |                                      | Pos. 10                                |                                    | Pos. 9                           |                                       | Pos. 8                              |
|           | Cortese Maserati 3 min 54 s 60  |                                      | Trossi Maserati 3 min 52 s 74          |                                    | Pintacuda Maserati 3 min 52 s 10 |                                       | Rocco Maserati 3 min 50 s 30        |
| 4e ligne  |                                 | Pos. 14                              |                                        | Pos. 13                            |                                  | Pos. 12                               |                                     |
|           |                                 | Pietsch Maserati 4 min 6 s 52        |                                        | Severi Maserati 3 min 58 s 93      |                                  | Bianco Maserati 3 min 58 s 80         |                                     |
| 5e ligne  |                                 | Pos. 17                              |                                        | Pos. 16                            |                                  | Pos. 15                               |                                     |
|           |                                 | Capelli Maserati 4 min 13 s 10       |                                        | Hug Maserati 4 min 12 s 64         |                                  | Lanza Maserati 4 min 6 s 60           |                                     |
| 6e ligne  |                                 | Pos. 20                              |                                        | Pos. 19                            |                                  | Pos. 18                               |                                     |
|           |                                 | Ruggeri Maserati 4 min 23 s 86       |                                        | Lami Maserati 4 min 21 s 06        |                                  | Castelbarco Maserati 4 min 20 s 00    |                                     |
| 7e ligne  |                                 | Pos. 23                              |                                        | Pos. 22                            |                                  | Pos. 21                               |                                     |
|           |                                 | Teagno Maserati 4 min 33 s 90        |                                        | Balestrero Maserati 4 min 30 s 60  |                                  | Brezzi Maserati 4 min 28 s 56         |                                     |
| 8e ligne  |                                 | Pos. 26                              |                                        | Pos. 25                            |                                  | Pos. 24                               |                                     |
|           |                                 | Romano Maserati 4 min 42 s 41        |                                        | Dipper Maserati 4 min 35 s 27      |                                  | Ghersi Maserati 4 min 34 s 34         |                                     |
| 9e ligne  |                                 | Pos. 29                              |                                        | Pos. 28                            |                                  | Pos. 27                               |                                     |
|           |                                 | Baruffi Maserati 5 min 26 s 48       |                                        | Barbieri Maserati 5 min 0 s 29     |                                  | Platé Maserati 4 min 59 s 73          |                                     |
| 10e ligne |                                 |                                      |                                        |                                    |                                  | Pos. 30                               |                                     |
|           |                                 |                                      |                                        |                                    |                                  | Taruffi Maserati 6 min 3 s 75         |                                     |

## Classement de la course
| Pos. | no | Pilote                  | Écurie                       | Châssis            | Tours | Temps/Abandon             | Grille |
| ---- | -- | ----------------------- | ---------------------------- | ------------------ | ----- | ------------------------- | ------ |
| 1    | 16 | Hermann Lang            | Daimler-Benz AG              | Mercedes-Benz W165 | 30    | 1 h 59 min 12 s 36        | 2      |
| 2    | 24 | Rudolf Caracciola       | Daimler-Benz AG              | Mercedes-Benz W165 | 30    | + 3 min 37 s 28           | 3      |
| 3    | 48 | Emilio Villoresi        | Alfa Corse                   | Alfa Romeo 158     | 30    | + 7 min 47 s 64           | 5      |
| 4    | 30 | Piero Taruffi           | Scuderia Ambrosiana          | Maserati 6CM       | 30    | + 14 min 18 s 78          | 30     |
| 5    | 60 | Armand Hug              | Scuderia Torino              | Maserati 6CM/CL    | 30    | + 17 min 53 s 27          | 16     |
| 6    | 46 | Andrea Brezzi           | Scuderia Torino              | Maserati 6CM       | 30    | + 21 min 3 s 31           | 21     |
| 7    | 8  | Heinz Dipper            | Süddeutsche Renngemeinschaft | Maserati 6CM       | 30    | + 36 min 1 s 72           | 25     |
| Abd. | 10 | Giovanni Rocco          | Officine A. Maserati         | Maserati 4CL       | 29    |                           | 8      |
| 8    | 58 | Dioscoride Lanza        | Scuderia Sabauda             | Maserati 6CM       | 28    | + 2 tours                 | 15     |
| 9    | 6  | Edoardo Teagno          | Scuderia Torino              | Maserati 6CM       | 28    | + 2 tours                 | 23     |
| 10   | 2  | Luigi Castelbarco       | Scuderia Ambrosiana          | Maserati 6CM       | 28    | + 2 tours                 | 18     |
| 11   | 32 | Renato Balestrero       | Scuderia Torino              | Maserati 6CM       | 27    | + 3 tours                 | 22     |
| 12   | 14 | Enrico Platé            | Privé                        | Maserati 6CM       | 26    | + 4 tours                 | 27     |
| Abd. | 22 | Ovidio Capelli          | Scuderia Ambrosiana          | Maserati 6CM       | ~18   |                           | 17     |
| Abd. | 36 | Paul Pietsch            | Scuderia Torino              | Maserati 6CM       | ~18   |                           | 14     |
| Abd. | 26 | Ettore Bianco           | Privé                        | Maserati 4CM       | ~16   |                           | 12     |
| Abd. | 12 | Catullo Lami            | Privé                        | Maserati 6CM       | ~16   |                           | 19     |
| Abd. | 50 | Carlo Maria Pintacuda   | Alfa Corse                   | Alfa Romeo 158     | ~16   | Moteur                    | 9      |
| Abd. | 56 | Emilio Romano           | Privé                        | Maserati 6CM       | ~15   |                           | 26     |
| Abd. | 40 | Clemente Biondetti      | Alfa Corse                   | Alfa Romeo 158     | 15    | Moteur                    | 6      |
| Abd. | 42 | Francesco Severi        | Alfa Corse                   | Alfa Romeo 158     | ~14   | Moteur                    | 13     |
| Abd. | 34 | Giordano Aldrighetti    | Alfa Corse                   | Alfa Romeo 158     | 11    | Moteur                    | 7      |
| Abd. | 44 | Giuseppe Farina         | Alfa Corse                   | Alfa Romeo 158     | 10    | Moteur                    | 4      |
| Abd. | 4  | Guido Barbieri          | Privé                        | Maserati 6CM       | ~8    |                           | 28     |
| Abd. | 38 | Luigi Villoresi         | Officine A. Maserati         | Maserati 4CL       | 1     | Boîte de vitesses, moteur | 1      |
| Abd. | 20 | Franco Cortese          | Officine A. Maserati         | Maserati 6CM       | 1     | Moteur                    | 11     |
| Abd. | 18 | Carlo Felice Trossi     | Officine A. Maserati         | Maserati 4CL       | 0     | Moteur?                   | 10     |
| Abd. | 28 | Arialdo Ruggeri         | Scuderia Ambrosiana          | Maserati 6CM       | 0     |                           | 20     |
| Abd. | 52 | Pino Baruffi            | Privé                        | Maserati 6CM       | 0     |                           | 29     |
| Abd. | 54 | Pietro Ghersi           | Scuderia Torino              | Maserati 6CM       | 0     |                           | 24     |
| Np   | 2  | Giovanni Lurani (en)    | Scuderia Ambrosiana          | Maserati 6CM       |       | Pilote de réserve         |        |
| Np   |    | Manfred von Brauchitsch | Daimler-Benz AG              | Mercedes-Benz W165 |       | Pilote de réserve         |        |
| Np   | 50 | Ferdinando Righetti     | Alfa Corse                   | Alfa Romeo 158     |       | Pilote de réserve         |        |

- Légende: Abd.=Abandon - Np.=Non partant.

Dès les essais, Hermann Lang et Rudolf Caracciola réalisent des temps largement en-dessous du record de la catégorie ; pourtant Luigi Villoresi, sur Maserati, réalise la pole position, devant Lang, Caracciola et Giuseppe Farina.
Pour la course, les W165 sont dotées de différents rapports de boîte pour obtenir une meilleure accélération d'un côté et une meilleure vitesse de pointe de l'autre. Lang avait pour consigne de rouler à vive allure pour faire casser la concurrence puis de changer ses pneus tandis que Caracciola devait rouler plus doucement pour ne pas avoir à changer de gommes. 
Mercedes réalise un doublé ; Hermann Lang remporte la course de 393 km en deux heures à la vitesse moyenne de 197,79 km/h et devance son coéquipier Rudolf Caracciola, suivi d'Emilio Villoresi (Alfa Romeo) et de Piero Taruffi (Maserati). Villoresi a très rapidement perdu de l'huile et connaît des problèmes de boîte de vitesses. Farina, longtemps devant Caracciola, tombe en panne ; seuls douze pilotes terminent l'épreuve. 
La victoire des Mercedes est une grande déception pour les organisateurs italiens de la course ; en effet, en modifiant la règlementation, ils espéraient briser la domination des Flèches d'Argent, mais les deux seules voitures allemandes l'emportent devant vingt-huit voitures italiennes.

## Pole position et record du tour
- Pole position :  Luigi Villoresi (Maserati) en 3 min 41 s 80.
- Meilleur tour en course :  Hermann Lang (Mercedes-Benz) en 3 min 43 s 77.